# Pont del Diable (Martorell)

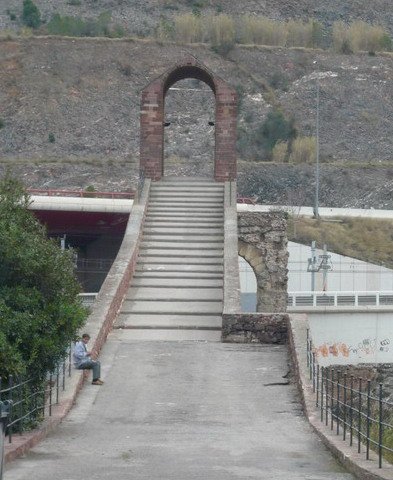
Vooraanzicht

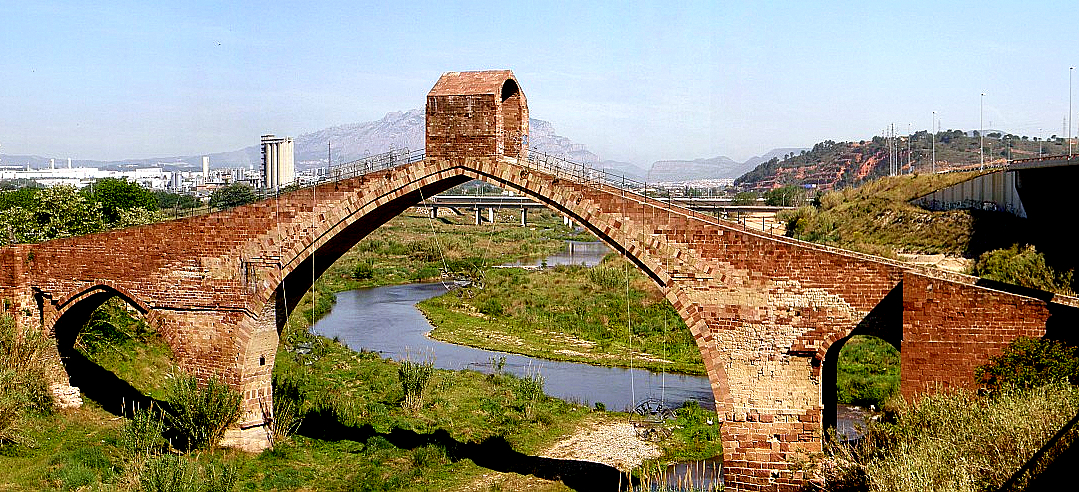
Pont del Diable

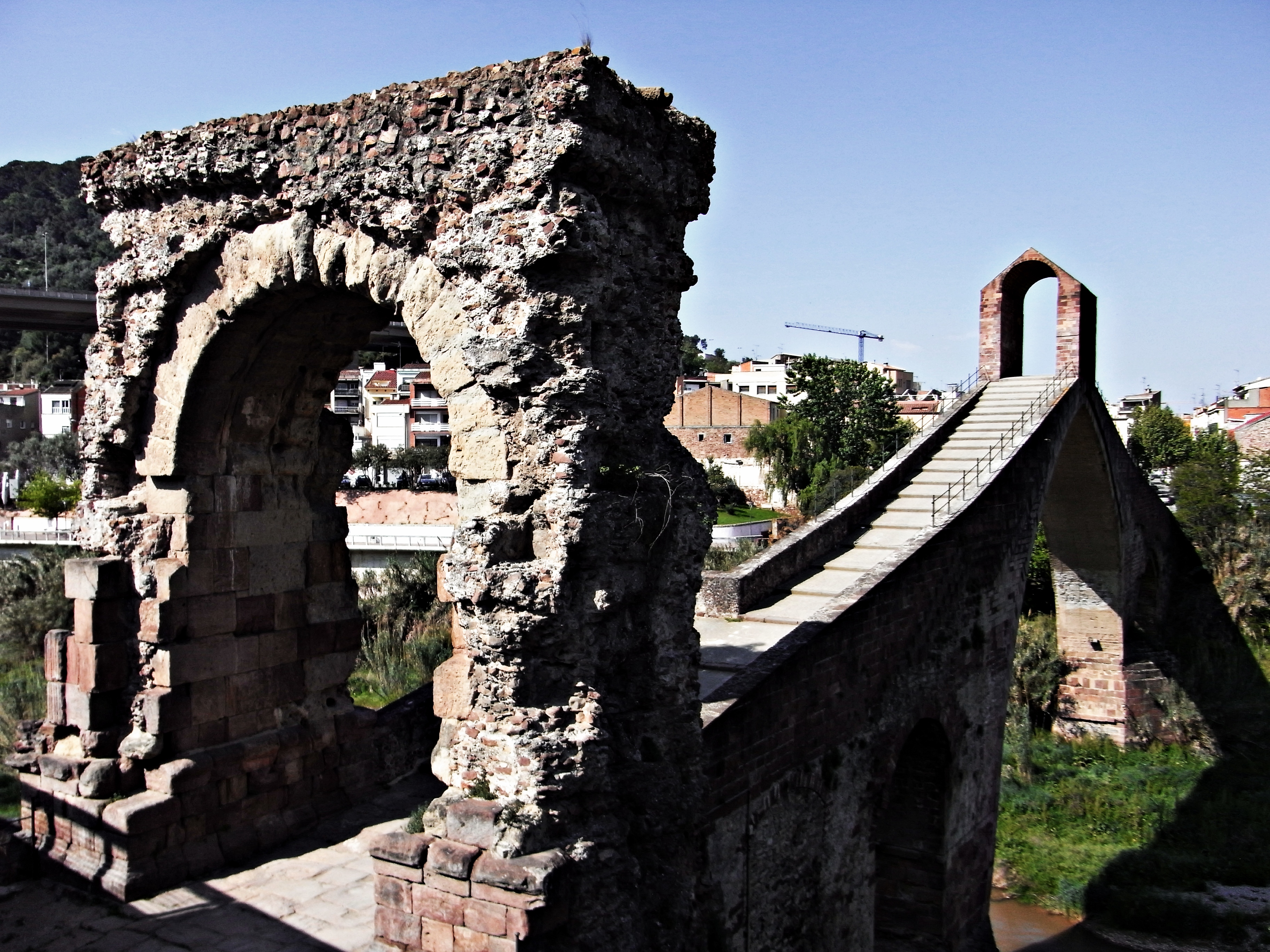
De Romeinse triomfboog aan het begin van de brug

De Pont del Diable (Nederlands: Duivelsbrug) is een middeleeuwse brug over de rivier Llobregat in Martorell, Spanje.
De brug in zijn huidige vorm, met een puntige boog, werd gebouwd in 1283 op Romeinse fundamenten die deel uitmaakten van de Via Augusta. De hoofdoverspanning wordt gevormd door een boog met een spanwijdte van 37,3 m, met een stenen kapel op het hoogste punt. Een tweede boog overspant 19,1 meter. Tijdens de Spaanse Burgeroorlog in 1939 werd de brug verwoest door terugtrekkende troepen van de Tweede Spaanse Republiek. In 1965 werd de brug weer herbouwd in de oorspronkelijke gotische stijl.
De brug heeft een Romeinse triomfboog op het oostelijke bruggenhoofd. Het is onbekend hoeveel bogen de originele Romeinse brug had. Vandaag de dag is de brug alleen toegankelijk voor voetgangers.